# Glenea dimidiata
Glenea dimidiata là một loài bọ cánh cứng trong họ Cerambycidae.